# 大坡池
23°7′3″N 121°13′31″E / 23.11750°N 121.22528°E
大坡池，原名大陂池，亦可寫作「大陴池」、「大埤池」或「池上大埤（陂）」，曾以「池上垂綸」的名稱列為臺東十景之一。大坡池為台灣台東縣池上鄉的一個天然湖泊，池域約28公頃，位於海拔262至269公尺，由於池上斷層所形成的斷層窪地。清治時期新開園大陂庄庄名即因轄區內有大陂池而得名。日治時期訛化為「大坡池」。1910年（明治43年），台灣總督府官方文獻所載面積為57甲（約56公頃），其後因挖大出水口以放水造田，目前面積已小很多。
大坡池是花東縱谷主要湖泊之一，以風景優美而馳名。

## 簡介
大坡池位於池上平原東側，緊鄰海岸山脈錦園河階階崖，東側有池上斷層，為海岸山脈抬升造成池上平原相對低陷而形成的斷層池，其水源來自新武呂溪沖積扇扇端湧泉以及池上圳的農田排水。在1970年時，面積尚有45公頃，南北長約900公尺，東西寬約600公尺，深約1.5公尺，池底更有多處湧泉。
大坡池在颱風來時，具有蓄洪作用。而在1970年代興建大坡池大排水溝後，解決颱風期間水位高漲而淹沒周圍農田、住家的問題，但大坡池面積也隨之縮減，再加上錦園溪的沖積物與農民的圍墾，1985年時面積只剩2公頃（枯水期，滿水期時面積為4公頃）。後來池上鄉公所將圍墾地收回，闢建為風景區後，大坡池面積約為20多公頃左右。

## 物種

### 植物
植物有水柳、苦楝、小葉桑、麻竹、蘆竹、水竹草、布袋蓮，濕地中則以五節芒、野慈姑、香蒲、水蓼為主。

### 動物
- 鳥類有106種，包括池鷺、栗小鷺、黃小鷺、綠蓑鷺、蒼鷺、紫鷺、董雞、紅冠水雞[5]

- 魚類有27種，包括紅目鯽、鱔魚、鱸鰻、台灣石鮒(革條副鱊)、鯽魚、大肚魚。[5]